# 2008-as Tour de Georgia
A 2008-as Tour de Georgia volt a 6. Georgia állambeli kerékpárverseny. Április 21. és április 27. között került megrendezésre, össztávja 949,5 kilométer volt. Végső győztes a fehérorosz Kanstanzin Siuzou lett, megelőzve az ausztrál Trent Lowe-t és az amerikai Levi Leipheimert.

## Szakaszok
| Szakasz | Dátum       | Rajt         | Cél            | km    | Szakaszgyőztes      | Összetettben vezető |
| ------- | ----------- | ------------ | -------------- | ----- | ------------------- | ------------------- |
| 1.      | Április 21. | Tybee Island | Savannah       | 113,3 | Ivan Dominguez      | Ivan Dominguez      |
| 2.      | Április 22. | Statesboro   | Augusta        | 188,1 | Juan José Haedo     | Ivan Dominguez      |
| 3.      | Április 23. | Washington   | Gainesville    | 174,1 | Gregory Henderson   | Gregory Henderson   |
| 4.      | Április 24. | Road Atlanta |                | 16,1  | Slipstream-Chipotle | Gregory Henderson   |
| 5.      | Április 25. | Suwanee      | Dahlonega      | 214,7 | Richard England     | Trent Lowe          |
| 6.      | Április 26. | Blairsville  | Brasstown Bald | 142,3 | Kanstanzin Siuzou   | Kanstanzin Siuzou   |
| 7.      | Április 27. | Atlanta      | Atlanta        | 100,9 | Gregory Henderson   | Kanstanzin Siuzou   |

## Végeredmény
|    | Versenyző             | Csapat                      | Idő            |
| -- | --------------------- | --------------------------- | -------------- |
| 1  | Kanstantin Siutsou    | Team High Road              | 22 óra 44' 44" |
| 2  | Trent Lowe            | Slipstream-Chipotle         | + 4"           |
| 3  | Levi Leipheimer       | Astana Team                 | + 14"          |
| 4  | Antonio Colom         | Astana Team                 | + 1' 02"       |
| 5  | Inigo Cuesta          | Team CSC                    | + 1' 11"       |
| 6  | Oscar Sevilla         | Rock Racing                 | + 1' 25"       |
| 7  | Christian Vande Velde | Slipstream-Chipotle         | + 1' 32"       |
| 8  | Moises Aldape         | Team Type 1                 | + 1' 37"       |
| 9  | Rory Sutherland       | Health Net Pro Cycling Team | + 2' 08"       |
| 10 | Bobby Julich          | Team CSC                    | + 2' 31"       |